# Holwell, Leicestershire
Holwell är en by i civil parish Ab Kettleby, i distriktet Melton, i grevskapet Leicestershire i England. Byn är belägen 5 km från Melton Mowbray. Holwell var en civil parish 1866–1936 när blev den en del av Ab Kettleby. Civil parish hade 191 invånare år 1931. Byn nämndes i Domedagsboken (Domesday Book) år 1086, och kallades då Holewelle.